# Pyramica datissa
Pyramica datissa är en myrart som först beskrevs av Bolton 1983.  Pyramica datissa ingår i släktet Pyramica och familjen myror. Inga underarter finns listade i Catalogue of Life.

## Bildgalleri

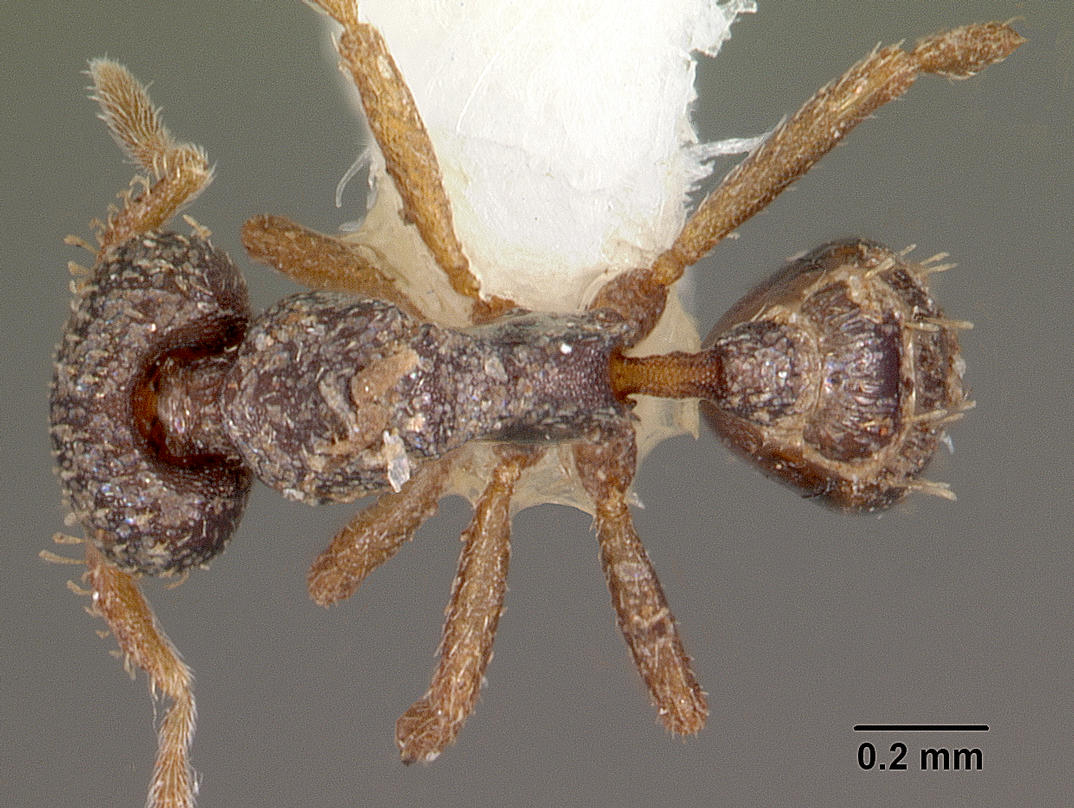
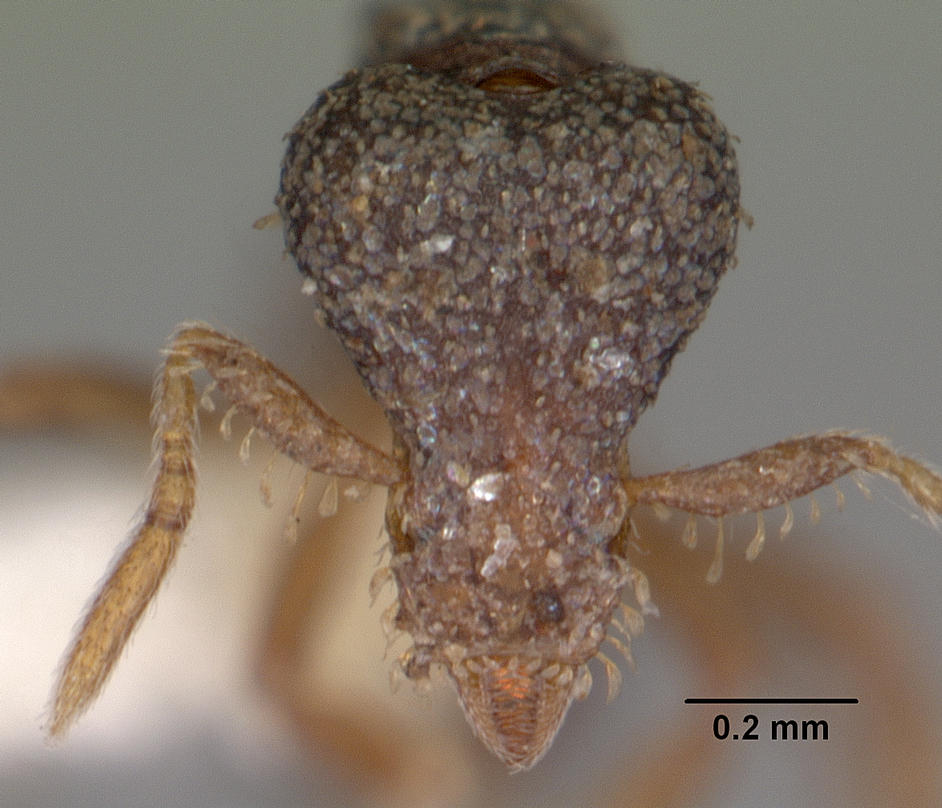
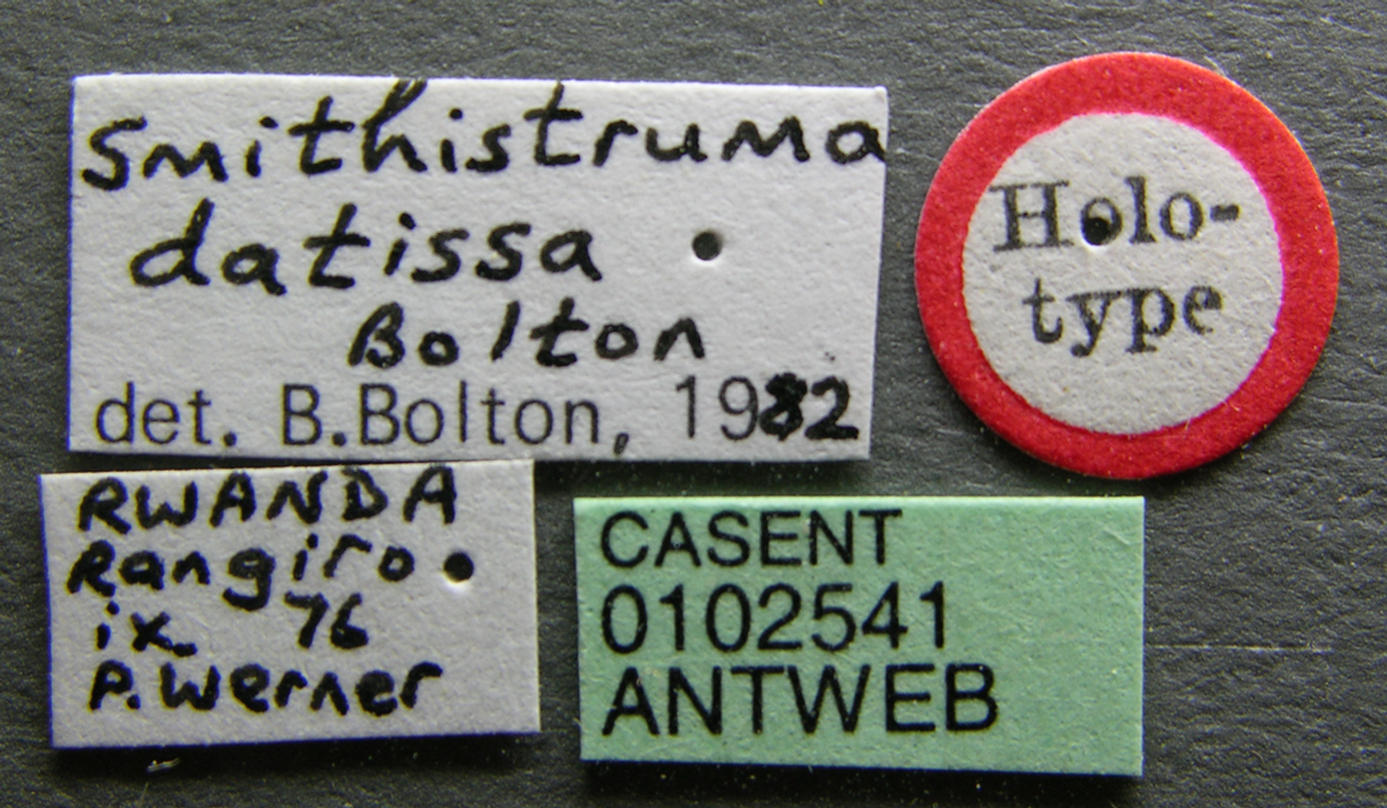
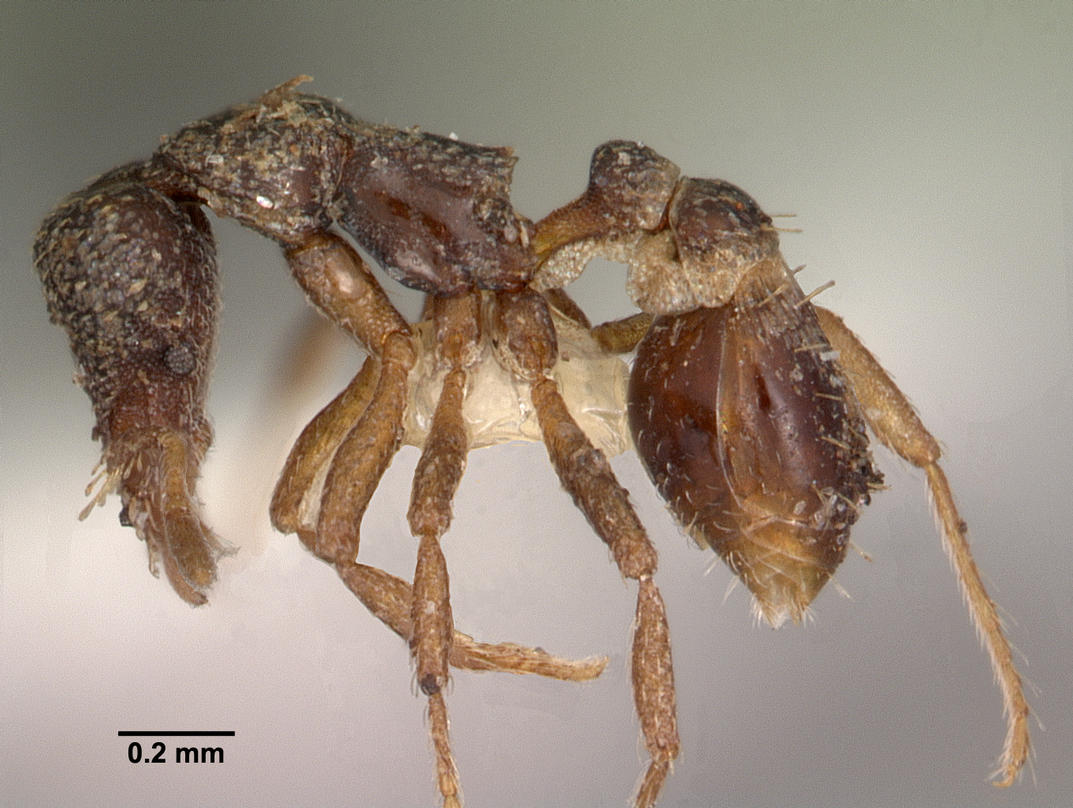